# Lögrétta
Lögrétta (del nórdico antiguo: Consejo de la Ley) fue durante el periodo de la Mancomunidad Islandesa la máxima institución legislativa del Althing (parlamento) en la Edad Media de Islandia. Era el órgano que interpretaba las leyes sobre las disputas entre los colonos vikingos y posteriormente los terratenientes y bóndi islandeses, entre otros roles.
Su origen es tan antiguo como la misma fundación del Althing en 930. La composición original del Althing era de 36 goðar (a partir de la enmienda de 965, 39 goðar y 9 suplentes y llegaron a 48 goðar hacia 1005). Cada goði disponía de dos asesores que se sentaban uno detrás y otro delante de él, hasta un total de 142 miembros que formaban el Lögrétta (144 cuando se incorporaron los dos obispos católicos, pero sin asesores, tras la conversión).
Un lögsögumaður presidía las sesiones que se convocaban cada dos domingos o más a menudo si se estimaba oportuno. Las sesiones se celebraran a cielo abierto, reunidos en un círculo o rectángulo y todo el mundo podía estar presente en las deliberaciones aunque no todos estaban autorizados a acceder en el espacio habilitado, reservado para los caudillos. No se sabe dónde tuvieron lugar estas sesiones, pero algunas fuentes del siglo XIII citan que pudo ser en un lugar llamado lögberg (o roca de la ley) donde una vez al año el lögsögumaður recitaba de memoria un tercio de la ley. Un ármaðr se encargaba de cercar el Consejo de la Ley con cuerdas limítrofes (vébönd) durante las sesiones, como se cita en textos antiguos sobre el Frostating.
La institución podía tener atributos excepcionales por encima de la ley, como el poder de ratificar tratados internacionales actuando en asuntos exteriores de la isla como el pactado con Olaf II el Santo (m. 1030), donde definieron el estado de los islandeses en Noruega y de los noruegos en Islandia.
Tras la disolución de la Mancomunidad, la institución siguió activa pero únicamente como tribunal de justicia y capacidad legislativa limitada. Desaparecieron los goðar que fueron sustituidos por una corte suprema de 36 hombres, elegidos entre 84 bóndi que representaban cada región en el Althing.
La institución dispuso de dos abogados que convocaban a los miembros de Lögrétta en grupos de 6, 12 o 24 miembros que juzgaban casos individuales. Según el Jónsbók, los miembros de Lögrétta debían «juzgar asuntos legales que allí se presentan y que sean legítimos». 
Lögrétta fue la máxima institución legal islandesa hasta que cambió la ley en 1593. En 1594 se construyó un edificio al oeste para otras actividades relacionadas con la antigua institución, que estuvo vigente hasta su demolición en 1798. El congreso abolió la figura de Lögrétta hacia 1800.